# Dacorum
Dacorum es un distrito no metropolitano con el estatus de municipio, ubicado en el condado de Hertfordshire (Inglaterra). Fue constituido el 1 de abril de 1974 bajo la Ley de Gobierno Local de 1972 como una fusión del municipio de Hemel Hempstead, los distritos urbanos de Berkhamsted y Tring, los distritos rurales Berkhamsted y Hemel Hempstead y parte de los también distritos rurales de St. Albans y Watford. Según el censo de 2001 realizado por la Oficina Nacional de Estadística británica, Dacorum tiene 137 799 habitantes.